# Boltigen
Boltigen je obec v okrese Obersimmental-Saanen v kantonu Bern ve Švýcarsku. Žije zde přibližně 1 300 obyvatel.

## Geografie

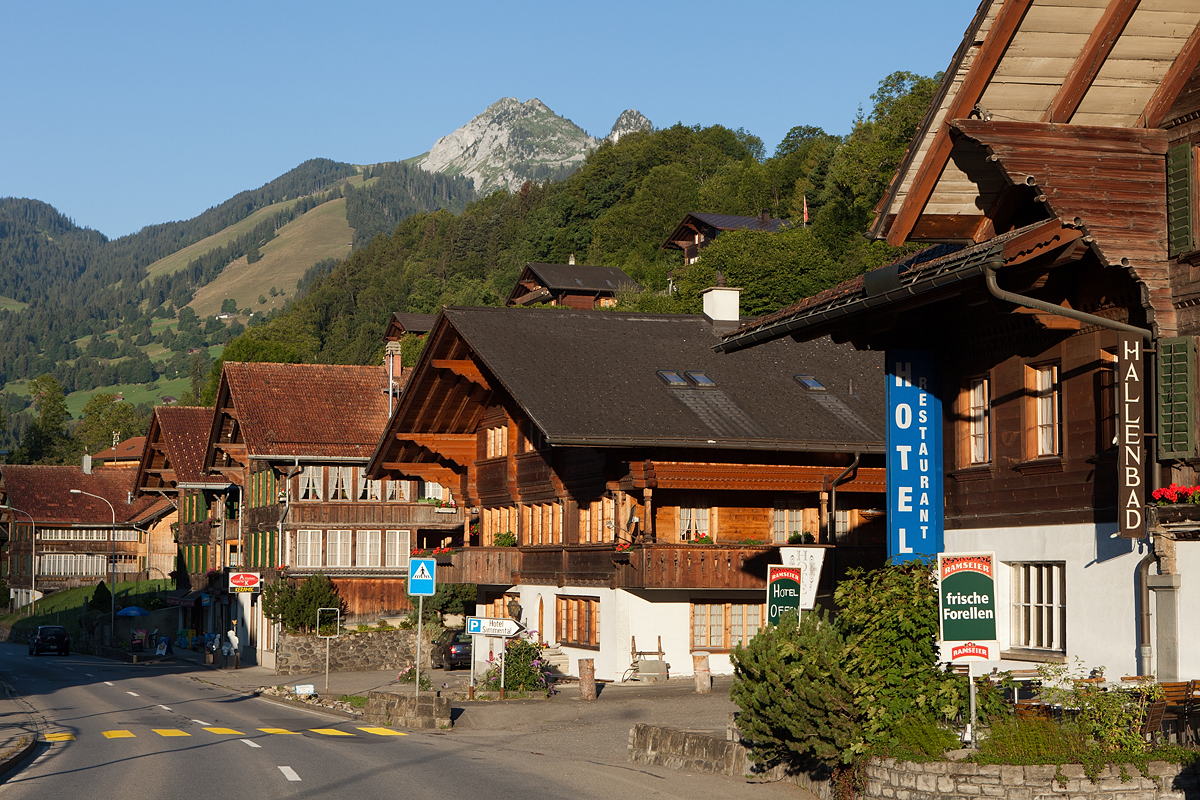
Centrum obce

Boltigen leží v pohoří Berner Oberland, v horní části údolí Simmental pod Zweisimmenem. Oblast zahrnuje dno údolí kolem řeky Simme, obě strany údolí a okolní hory až do nadmořské výšky 2235 metrů. Severovýchodně od Boltigenu se nachází výrazná horská skupina s Trimlenhornem (1982 m). Na území obce leží průsmyk Jaunpass. Sousedními obcemi na severu jsou po směru hodinových ručiček Oberwil im Simmental, Diemtigen, Zweisimmen, Saanen, Jaun a Plaffeien.
K obci patří zemědělská družstva (Bäuerten) Boltigen, Adlemsried, Eschi, Oberbäuert (k němuž patří Littisbach a Unterbächen), Reidenbach, Schwarzenmatt, Simmenegg a Weissenbach. Bäuerten mají vlastní správu a jsou považovány za původní buňky dnešní obce.

## Historie
Stopy sídel z doby kamenné ukazují na rané osídlení. Kromě jednotlivých usedlostí zde pravděpodobně existovala uzavřená sídliště již od počátku středověku. V roce 1391 jsou jako vsi uváděny Adlemsried, Boltigen, Eschi, Schwarzenmatt a Weissenbach. Panství Laubegg a Simmenegg přišla k Bernu se všemi svými dvory v roce 1386, resp. 1391 a byla spojena v dolní dvůr Boltigen z okrsku Obersimmental. Pfaffenried (dnes obec Oberwil) patřil k Boltigenu až do 15. století; Littisbach a Unterbächen byly připojeny od Zweisimmenu v roce 1502. Po požáru v roce 1840 byla obnovena moderní budova kostela.
Osídlení rostlo v 16.-18. století především v oblasti jednotlivých statků (zejména Oberbäuert), ve 20. století pak ve vesnických sídlech. V 19. století se dopravní situace zlepšila výstavbou silnice údolím Simmental (1815–28, celnice v Garstattu), silnice přes průsmyk Jaunpass (1872–75) a napojením na železnici Erlenbach–Zweisimmen (1902).

## Obyvatelstvo

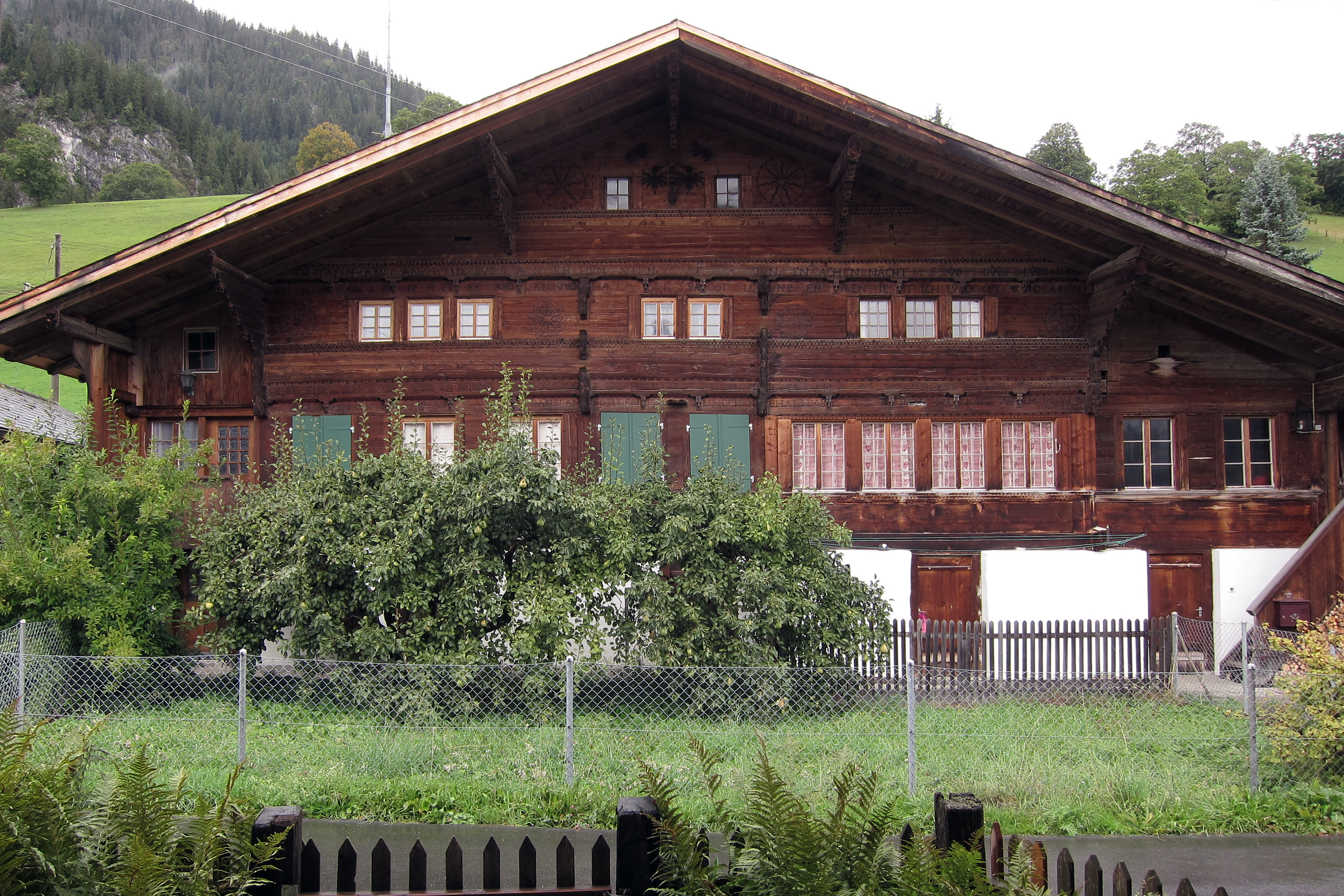
Tradiční architektura v obci (Adlemsried)

| Vývoj počtu obyvatel | Vývoj počtu obyvatel | Vývoj počtu obyvatel | Vývoj počtu obyvatel | Vývoj počtu obyvatel | Vývoj počtu obyvatel | Vývoj počtu obyvatel | Vývoj počtu obyvatel | Vývoj počtu obyvatel | Vývoj počtu obyvatel | Vývoj počtu obyvatel | Vývoj počtu obyvatel | Vývoj počtu obyvatel | Vývoj počtu obyvatel | Vývoj počtu obyvatel | Vývoj počtu obyvatel | Vývoj počtu obyvatel | Vývoj počtu obyvatel | Vývoj počtu obyvatel |
| -------------------- | -------------------- | -------------------- | -------------------- | -------------------- | -------------------- | -------------------- | -------------------- | -------------------- | -------------------- | -------------------- | -------------------- | -------------------- | -------------------- | -------------------- | -------------------- | -------------------- | -------------------- | -------------------- |
| Rok                  | 1764                 | 1850                 | 1860                 | 1870                 | 1880                 | 1888                 | 1900                 | 1910                 | 1920                 | 1930                 | 1941                 | 1950                 | 1960                 | 1970                 | 1980                 | 1990                 | 2000                 | 2010                 |
| Počet obyvatel       | 1300                 | 2149                 | 2052                 | 1970                 | 2054                 | 1906                 | 1933                 | 1837                 | 1873                 | 1740                 | 1879                 | 1779                 | 1691                 | 1519                 | 1339                 | 1420                 | 1436                 | 1364                 |

## Hospodářství
Díky zajištění dovozu obilí z Bernu v 16. století přešel Boltigen na chov dobytka v údolích, na horských pastvinách a na salaších a zároveň přešel od vrchnostenského a soukromého k družstevnímu využívání salaší. Významným zdrojem příjmů se stal vývoz hospodářských zvířat a chov simentálského skotu je doložen již v 18. století. V roce 1644 byl trh přenesen do Zweisimmenu. V 18. a 19. století se v oblasti Walopalp těžilo uhlí. 

## Doprava
Obcí prochází železniční trať Spiez–Zweisimmen (BLS AG) se stanicí Boltigen.
Silniční spojení zajišťuje hlavní silnice č. 11 ze Spiezu do Saanenu a dále směrem do kantonu Vaud.

## Osobnosti
- Franjo von Allmen (* 2001), švýcarský lyžař, pochází z Boltigenu